# Desterro
Desterro là một đô thị thuộc bang Paraíba, Brasil. Đô thị này có diện tích 179,388 km², dân số năm 2007 là 11229 người, mật độ 62,6 người/km².